# ارتش پوتوماک
ارتش پوتوماک (انگلیسی: Army of the Potomac) شناخته شده به عنوان شاخهٔ نیروی زمینی ایالات متحده آمریکا تحت ساختار فرماندهی ارتش اتحادیه و با مرکزیت پادگان در واشینگتن، دی.سی. می‌باشد که در زمان جنگ داخلی آمریکا تشکیل شد. از فرماندهان عمده و مشهور این ارتش می‌توان از جورج بی مک‌کللن، امبروز برن‌ساید و جورج مید نام برد.